# Alles für dein Glück
Alles für dein Glück (Originaltitel:  Possessed) ist ein US-amerikanischer Spielfilm aus dem Jahr 1931 mit dem Leinwandpaar Joan Crawford und Clark Gable. Der Film ist ein Beispiel für den laxen Umgang mit den geltenden Zensurvorschriften vor Inkrafttreten des Production Code. Der Film kam 1932 in Deutschland unter dem Titel Verkaufte Liebe in den nationalen Verleih.

## Handlung
Die junge Fabrikarbeiterin Marian Martin ist unzufrieden mit dem Leben in Armut und Perspektivlosigkeit. Eines Tages steht sie am Bahnübergang und sieht die Waggons der Luxusklasse an sich vorbeigleiten. Als der Zug zum Stehen kommt, lernt sie bei der Gelegenheit Wallace Stuart kennen, einen in die Jahre gekommenen Playboy. Der gibt ihr den Rat, ihren Körper als Kapital zu verstehen und ihn möglichst gewinnbringend einzusetzen. Es gebe, so Wallace, zwei Arten von Menschen. Die, die drinsitzen und heraussehen, und die draußen, die hereinsehen. 
Marian hat die Lektion gelernt und verlässt noch am selben Abend ihre Familie, um in New York City ihr Glück zu finden. Ohne viel Getue wird sie gleich nach ihrer Ankunft die Geliebte des zwielichtigen Millionärs und Politikers Mark Whitney. Er gibt ihr den Namen und die Persönlichkeit einer Mrs. Moreland, angeblich die reiche Exfrau eines Magnaten, und etabliert sie offen als seine Mätresse, komplett mit eigenem Apartment, Bediensteten und Juwelen. Marian hofft insgeheim auf die Ehe, doch Mark, der bereits einmal geschieden ist, zeigt wenig Neigung, erneut vor den Altar zu treten. Die Dinge nehmen eine ungewollte Wendung, als Marians ehemaliger Verlobter Al in die Stadt kommt, um Mark zu erpressen. Gerade als Mark sich um das Amt des Bezirksstaatsanwalts bewirbt, lanciert die Gegenseite einen Skandal und fragt: „Wer ist Mrs. Moreland?“ 
Marian, die Mark liebt, erklärt auf einer öffentlichen Versammlung, wer sich hinter dem Namen verbirgt und dass sie zum Wohle der Politik auf Mark verzichten würde. Am Ende gibt es ein Happy End.

## Hintergrund
Joan Crawford war noch in Stummfilmtagen als Darstellerin lebenslustiger Mädchen in seichten Romanzen zum Ruhm gelangt. Zu Beginn der 1930er konnte sie ihren Status als Star durch den Rollenwechsel hin zur Heldin tränenreicher Melodramen weiter konsolidieren. Meist war Crawford als ambitionierte Frau zu sehen, die aus eigener Kraft die widrigen Umstände meistert und so den sozialen Aufstieg schafft und/oder durch Hartnäckigkeit ihr Glück mit einem Mann gegen jedes Vorurteil erkämpft. 
Possessed ist ein typisches Beispiel für das während der Weltwirtschaftskrise populäre Genre der confession tales. Im Mittelpunkt steht eine junge Frau, die für sich die Frage beantworten muss, ob Werte wie Tugend und Moral in Zeiten der ökonomischen Unsicherheit weiterhin Bestand haben. Oder ob nicht das Streben nach Geld jedes Mittel, also auch den Preis der sexuellen Bereitwilligkeit, heiligt. Das Thema wurde in zahlreichen Filmen erörtert und am treffendsten brachte Constance Bennett in Herz am Scheideweg (The Easiest Way), ebenfalls von 1931, die zynische Lebenseinstellung vieler Frauen auf den Punkt: 

„Der einfachste Weg zu Luxus ist horizontal.“

Crawford und Gable hatten bereits früher im Jahr bei Irrwege des Lebens und Laughing Sinners zusammengearbeitet, doch erst in Alles für dein Glück bekam Gable den Status eines Leading Man, also die offizielle männliche Hauptrolle. Gable war innerhalb weniger Monate von einem Kleindarsteller zum gefragtesten Star in Hollywood aufgestiegen dank seiner offen zur Schau gestellten Sexualität und der mitunter brutalen Art, mit der er Frauen behandelte. Nach dem Erfolg von Alles für dein Glück sollten Crawford und Gable als populäres Leinwandpaar noch fünf weitere Filme zusammen drehen. Alles für dein Glück ist ein gutes Beispiel, wie lax die Filmstudios vor 1934 und dem Inkrafttreten des Production Code die Zensurvorschriften beachteten. Crawford und Gable leben ganz offen ohne Trauschein zusammen, und keiner der zahlreichen Gäste, die die beiden empfangen, thematisiert das Konkubinat. Im Gegensatz dazu bekam der Film in Großbritannien erhebliche Probleme mit dem Zensor. Das Studio musste einige Szene nachdrehen, die deutlich machen, dass es zwischen Crawford und Gable nie zum Äußersten kommt. 
Crawford singt während einer Party am Klavier How Long Can It Last und wiederholt den Refrain in drei verschiedenen Sprachen, darunter auch in Deutsch. Das veranlasst einen der Gäste zu der Bemerkung: 

„Wo sind wir hier, auf Ellis Island“

Der Film basiert auf dem Stück The Mirage und wurde bereits 1924 unter der Regie von George Archainbaud mit Florence Vidor und Clive Brook verfilmt.

## Kinoauswertung
Der Film kam am 21. November 1931 in den nationalen Verleih. Mit Produktionskosten von 378.000 US-Dollar war es eine durchschnittlich teure MGM-Produktion. Er spielte in den USA mit einer Summe von 1.030.000 US-Dollar eine sehr beachtliche Summe ein, was ein Indiz für die große Popularität von Joan Crawford bei ihren Fans war. Mit den Auslandseinnahmen von 492.000 US-Dollar und einem kumulierten Gesamtergebnis von 1.522.000 US-Dollar konnte das Studio am Ende einen hohen Gewinn von 611.000 US-Dollar erzielen. Im Vergleich zu den übrigen Stars des Studios war nur noch Greta Garbo von einem höheren wirtschaftlichen Wert.  

## Kritiken
Mordaunt Hall schrieb am 28. November 1931 in der New York Times: 

„Dank der passenden Regie von Clarence Brown, attraktiven Sets und einem recht gut geschriebenen Drehbuch ist "Possessed"  [...] zufriedenstellende Unterhaltung. […] Das bekannte Thema über eine Fabrikarbeiterin in der Kleinstadt, die zur Geliebten eines reichen New Yorkers aufsteigt, wird mit neuen Ideen präsentiert, was zu einigen  Überraschungen führt, nicht jedoch zu Spannung […] Es gibt viele interessante kleine Details im Verlauf der Handlung und das Finale ist wirklich aufregend inszeniert. Miss Crawford liefert erneut eine exzellente Darstellung und Mr. Gable ist angenehm zurückhalten.“

James R. Quirk befand in Photoplay:

„Viel Luxus, viel Charme, viel leichtes Gerede über Mut und Ehe und was Frauen wollen – das ist Possessed, und Sie werden sich auch nicht an der im Grunde altmodischen Story und den hausbackenen Dialogen stören […] Es ist die beste Arbeit von Joan Crawford seit Paid und Clark Gable ist sowieso der Mann der Stunde. Wäre Joan nicht so gut, hätte er den Film gestohlen.“